# Black Coffee
Black Coffee hrvatski je jazz sastav.

## Povijest sastava
Osnovan je 1993. u Splitu. Tijekom godina osim u Hrvatskoj nastupa i u Sloveniji i Italiji. 1996. izdaje prvi album Black Coffee s jazz standardima u mainstream stilu na kojem su gostovali Oliver Dragojević i Gibonni, čime je grupa naglasila svoju vezu s dalmatinskom tradicionalnom glazbom. 1998. izlazi drugi album Black Coffee Annan (Imperija uzvraća udarac) s autorskim skladbama članova sastava.
Na kasnijim albumima gostovali su Boško Petrović, Matija Dedić, Zdenka Kovačiček i drugi, a suradnja s brojnim zvijezdama hrvatske glazbe (Gabi Novak, Arsen Dedić, Tedi Spalato, Divas, Meri Cetinić, Bruno Kovačić, TBF i drugi) ostaje programska karakteristika sastava.
Black Coffee je višekratno nominiran za diskografsku nagradu Porin od kojih prvu za najbolju jazz izvedbu za skladbu "Night and day" (Black Coffee/Oliver Dragojević) dobiva 1997. godine, a 2004. album "Krijanca" osvaja čak dvije nagrade: za najbolju instrumentalnu izvedbu (skladba "Tempera", izvođač: Black Coffee/Matija Dedić) i najbolju jazz izvedbu (skladba "Oj more duboko").
Sastav također nastupa i na festivalima Etnofestu 1996. u Neumu, Lagano-Lagano 1997. u Zagrebu.

## Članovi sastava
- vokal: Toni Kesić
- klavijature: Duško Ivelić
- bas-gitara: Renato Švorinić
- bubnjevi: Jadran Dučić Ćićo
- truba: Džemal Cakić
- saksofon: Dražen Bogdanović

Bivši članovi:
- Andy Petko, bubnjar i udaraljkaš[1]

## Diskografija
- "Black Coffee" (Crno bijeli svijet, 1996.)
- "Imperija uzvraća udarac" (S.I.N./Croatia Records, 1998.)
- "Black Coffee se vraća kući" (Sound & Vision, 2000.)
- "Čudo u Milanu - Black Coffee live" (Quark, 2001.)
- "Bijeli album" (Quark, 2002.)
- "Krijanca" (Croatia Records/Tonika, 2004.)
- "Tiramola" (Croatia Records, 2006.)
- "Pirija" (Croatia Records, 2007.)
- "S druge strane Jadrana" (Caligola Records, 2009.)
- "Maneštrun" (Croatia Records, 2011.)
- "Adagio" (Caligola Records, 2012.)

## Vanjske poveznice
- Službene stranice BLACK COFFEE  Arhivirana inačica izvorne stranice od 17. svibnja 2014. (Wayback Machine)